# Джамку
Джамку (желтая вода — нанайск.) — посёлок сельского типа в Солнечном районе Хабаровского края. Административный центр и единственный населённый пункт сельского поселения «Посёлок Джамку». Население по данным 2011 года — 645 человек.

## История
Построен в 1978—1982 годах строителями из Волгограда.

## Население
| 1992 | 2002 | 2010 | 2011 | 2012 | 2013 | 2014 |
| ---- | ---- | ---- | ---- | ---- | ---- | ---- |
| 918  | ↘678 | ↘646 | ↘645 | ↘643 | ↘628 | ↘611 |
| 2015 | 2016 | 2017 | 2018 | 2019 | 2020 | 2021 |
| ↘607 | ↘594 | ↘593 | ↘585 | ↘569 | ↘564 | ↘530 |

## Экономика
Работают участок ООО «Кванта» (котельная), подстанция 220 филиала Хабаровского предприятия магистральные электрические сети, пожарная часть № 27, путевой участок № 30 Амгуньской дистанции пути, линейный телефонный участок № 7 «Дальсвязь», школа, ЗАО Артель «Амгунь» (добыча и обогащение оловянной руды), восемь магазинов индивидуальных предпринимателей, ООО «Лес», участок п. Джамку ООО «Ника», библиотека, Центр досуга, отделение связи, детский сад «Багульник», фельдшерско-акушерский пункт.
Одноимённая железнодорожная станция